# Les Enfants de Roumanie

Les Enfants de Roumanie est un documentaire réalisé par Jean-Jacques Beineix. Ce documentaire a été diffusé sur France 2.

## Synopsis
Au lendemain de la révolution de 1989, la Roumanie s’est offerte aux yeux du monde.

## Fiche technique
- Réalisateur : Jean-Jacques Beineix
- Producteur : Cargo Films / France 2
- Images : Jean-Marie Lequertier
- Son : Alain Kropfinger
- Montage : Jackie Bastide
- Assistant réalisation : Rémy Boudet
- Année de Production : 1992
- Durée : 30 minutes